# ترور دولتی
ترور دولتی (انگلیسی: State terrorism)، «تروریسم دولتی» تروریسم است که توسط یک دولت علیه شهروندان خود یا شهروندان دولت دیگری انجام می‌شود.

این با «تروریسم تحت حمایت دولت» که در آن یک عامل خشونت‌آمیز غیردولتی تحت حمایت یک دولت، اقدام تروریستی انجام می‌دهد، در تضاد است.